# Augustin Diamacoune Senghor
Augustin Diamacoune Senghor (* 4. April 1928 in Senghalène, Casamance, Senegal; † 13. Januar 2007 in Paris) war ein senegalesischer Priester und Politiker.
Pater Senghor (nicht verwandt mit dem ehemaligen Präsidenten Léopold Sédar Senghor) war ein charismatischer römisch-katholischer Priester und eine führende Figur in der Unabhängigkeitsbewegung der Region Casamance von Senegal (siehe Casamance-Konflikt). 1956 zum Priester geweiht, war er von 1972 bis 1975 Direktor des Séminaire Saint-Louis de Ziguinchor in Ziguinchor.
1982 war er einer der Gründer der größten Rebellenbewegung der Casamance, des Mouvement des forces démocratiques de la Casamance (MFDC). Von 1982 bis 1987 und 1990 bis 1991 verbrachte er aufgrund seiner politischen Betätigung einige Jahre in senegalesischen Gefängnissen.
Ab 1995 stand Senghor unter Hausarrest und begann 1996 die Aufnahme von Verhandlungen mit der Regierung. 2004 unterzeichnete er ein Friedensabkommen mit Abdoulaye Wade, dem Präsidenten des Senegal. Verschiedene Fraktionen der MFDC weigerten sich allerdings, an dem Friedensabkommen teilzunehmen und führten den Kampf fort. Diese Meinungsverschiedenheit hat die Unabhängigkeitsbewegung der Casamance tief gespalten. 2006 nahmen die Gewalttätigkeiten wieder zu. Im Dezember 2006 wurde der Präsident des Rates der Region Ziguinchor, wie die Basse Casamance heute offiziell heißt, ermordet, wofür die Regierung die Rebellen der Casamance verantwortlich machte.
Analysten glaubten, dass der Tod Pater Senghors im Januar 2007 im Pariser Militärhospital Val-de-Grâce eine friedliche Lösung des Konflikts um die Casamance erschwert hatte, da die senegalesische Regierung einen neuen Führer der Gegenseite finden musste, mit dem sie an Senghors Stelle verhandeln konnte. Dies wurde dadurch erschwert, dass sich die separatistische Bewegung seit dem Friedensabkommen von 2004 zersplittert hatte.